# Караїмська народна енциклопедія
Караїмська народна енциклопедія (в шести томах) видавалася в Москві під редакцією і фінансуванням Михайла Сарача. Видання висвітлює точку зору прихильників тюркської теорії походження караїмів, їх культури та релігії. В даному виданні використано не алфавітно-словникова, а логічно-тематична побудова. З десяти запланованих томів вийшло шість, видання було припинено в зв'язку зі смертю М. Сарача.

## Томи
- Караїмська народна енциклопедія. - Т. 1. Вступний [Архівовано 2 червня 2021 у Wayback Machine.] . - М., 1995. - 247 с.
- Караїмська народна енциклопедія. - Т. 2. Віра і релігія [Архівовано 2 червня 2021 у Wayback Machine.] . - Париж, 1996. - 171 с.
- Караїмська народна енциклопедія. - Т. 3. Мова і фольклор караїмів [Архівовано 2 червня 2021 у Wayback Machine.] . - М., 1997. - 370 с.
- Караїмська народна енциклопедія. - Т. 4. Походження кримських Караєв [Архівовано 2 червня 2021 у Wayback Machine.] - М., 1998. - 184 с.
- Караїмська народна енциклопедія. Академік АТН Ю. А. Полканов, М. Е. Хафуз, Р. А. Айваз, А. І. Очан, Е. І. Чауш; під ред. члена-кореспондента РАПН М. М. Казаса . - Т. 5. Релігія [Архівовано 2 червня 2021 у Wayback Machine.] - Санкт-Петербург, 2006. - 448 с.
- Караїмська народна енциклопедія. - Т. 6. (частина I). Караїмський (карайський) будинок. - М., 2000. - 268 с.
- Караїмська народна енциклопедія. - Т. 6. (частина II). Караїмський (карайський) будинок. - Крим, 2007. - 396 с.